# Diecezja Bayeux
Diecezja Bayeux (pełna nazwa: Diecezja Bayeux (-Lisieux)) – diecezja Kościoła rzymskokatolickiego w północnej Francji, w metropolii Rouen. Powstała w II wieku. W 1801 w jej granice włączone zostało Lisieux, które wcześniej przez kilkanaście stuleci samo było stolicą biskupią. W 1854 biskup Bayeux uzyskał prawo do tytułowania się również biskupem Lisieux, czego konsekwencją była zmiana pełnej nazwy diecezji na obecną, co nastąpiło w 1855.

## Główne świątynie
- Katedra: Katedra Notre-Dame w Bayeux
- Konkatedra: Konkatedra św. Piotra w Lisieux
- Bazyliki mniejsze:
  - Bazylika Matki Bożej Wybawicielki w Douvres-la-Délivrande
  - Bazylika św. Teresy w Lisieux

## Biskupi diecezjalni (od 1856)
- Charles Didiot (1856–1866)
- Flavien Hugonin (1867–1898)
- Léon-Adolphe Amette (1898–1906)
- Thomas Lemonnier (1906–1927)
- Emmanuel Suhard (1928–1930)
- François-Marie Picaud (1931–1954)
- André Jacquemin (1954–1969)
- Jean-Marie-Clément Badré (1969–1988)
- Pierre Pican SDB (1988–2010)
- Jean-Claude Boulanger (2010–2020)
- Jacques Habert (od 2020)